# Алишева (деревня)
Алишева — деревня в Сосновском районе Челябинской области. Входит в состав Алишевского сельского поселения.

## География
Деревня находится на берегу реки Миасс, на расстоянии 53 км к юго-западу от села Долгодеревенское, административного центра района.

### Часовой пояс
Деревня Алишева, как и вся Челябинская область, находится в часовой зоне МСК+2. Смещение применяемого времени относительно UTC составляет +5:00.

## Население
| 2002 | 2010 |
| ---- | ---- |
| 277  | ↗292 |

### Половой состав
По данным Всероссийской переписи, в 2010 году численность населения деревни составляла 292 человека (138 мужчин и 154 женщины).

## Улицы
| - ул. Айлинская, - ул. Береговая, - ул. Зелёная, - ул. Лесная, | - ул. Луговая, - ул. Молодёжная, - ул. Солнечная, - ул. Юбилейная. |

## Транспорт
Деревня связана региональной автомобильной дорогой 75К-580 с селом Кайгородово, расположенным на региональной автомобильной дороге 75К-205 Обход города Челябинска. Общественный транспорт представлен одним маршрутом, связывающим деревню с Челябинском.

## Достопримечательности
В деревне находится мечеть.